# Hermann Raum
Hermann Raum (* 24. August 1924 in Pommelsbrunn; † 23. Januar 2010 in Kirch Rosin) war ein deutscher Karikaturist und Kunstwissenschaftler.

## Leben
Raum studierte von 1947 bis 1948 an der Kunsthochschule Nürnberg und von 1951 bis 1953 an der Hochschule für Grafik und Buchkunst Leipzig.
1955 siedelte er in die DDR über und lebte in Rostock. Neben seiner Arbeit als Karikaturist verfolgte er eine Laufbahn in der Kunstwissenschaft. Von 1960 bis 1976 leitete Raum das Institut für Kunstgeschichte der Universität Rostock, wo er 1962 promoviert wurde und sich 1972 habilitierte. Von 1977 bis 1982 amtierte Raum als Direktor der Staatlichen Galerie Moritzburg in Halle (Saale) sowie von 1977 bis 1988 als Vizepräsident des Verbandes Bildender Künstler in der DDR. In den Jahren zwischen 1978 und 1983 lehrte er als Honorarprofessor an der Leipziger Hochschule für Grafik und Buchkunst und von 1982 bis 1989 an der Kunsthochschule Berlin-Weißensee, wo Raum auch Prorektor war. Ab 1982 verantwortete er viermal den offiziellen Beitrag der DDR im Pavillon der dekorativen Künste auf der Biennale in Venedig, in dem traditionell Länder ausstellen, die über keinen eigenen Pavillon in den Giardini verfügen. Als emeritierter Kunstwissenschaftler lebte Raum zuletzt in Kirch Rosin bei Güstrow, wo er 2010 verstarb.
Ein kleines Konvolut seiner Arbeiten befindet sich bei der Stiftung Haus der Geschichte der Bundesrepublik Deutschland.

## Veröffentlichungen (Auswahl)
- Die bildende Kunst der BRD und Westberlins, Leipzig 1977.
- Bildende Kunst in der DDR. Die andere Moderne, Leipzig 1978.
- Bernhard Heisig. Druckgrafik & Zeichnung (zusammen mit Bernhard Heisig und Karl Max Kober), Halle/Saale 1979.
- Bildende Kunst in der DDR. Die andere Moderne. Werke – Tendenzen – Bleibendes, Berlin 2000.
- Jürgen Weber. Der Bildhauer, Hochschullehrer und Wahrnehmungsforscher. Hrsg. vom Präsidenten der Technischen Universität Carolo Wilhelmina zu Braunschweig. Kettlr, Bönen o. J. (2001), ISBN 978-3-935019-23-1.